# 820

## Události
- založena nemocnice v Salernu

## Úmrtí
- ? – Ádi Šankara, indický filosof (* 788)

## Hlavy států
- Papež – Paschal I.
- Anglie
  - Wessex – Egbert
  - Essex – Sigered
  - Mercie – Coenwulf
- Franská říše – Ludvík I. Pobožný + Lothar I. Franský
- První bulharská říše – Omurtag
- Byzanc – Leon V. – Michael II.
- Svatá říše římská – Ludvík I. Pobožný + Lothar I. Franský